# Ebreo che odia sé stesso

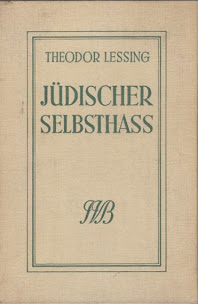
Copertina del saggio Der Jüdische Selbsthass di Theodor Lessing

L'espressione "ebreo che odia sé stesso" è usata, con valenza peggiorativa, per indicare una persona di origine ebraica che nutre pensieri antisemiti. Apparsa per la prima volta nel libro Der Jüdische Selbsthass (let. "L'odio di sé ebraico") di Theodor Lessing (1930), questa locuzione è stata poi ampiamente utilizzata soprattutto nel dibattito sul sionismo.

## Definizione
Prima della diffusione di questo concetto, esistevano movimenti di ebrei che accusavano altri correligiosi di poca appartenenza prima della nascita del sionismo come fenomeno mondiale.
I detrattori del concetto sostengono che l'odio di sé ebraico non identifichi tanto i religiosi dai pensieri antisemiti, quanto piuttosto gli ebrei che differiscono per stile di vita, interessi e posizioni politiche dalla maggioranza dei correligionari.
È da diversi anni, specialmente nel biennio 2023 e 2024, che diversi esponenti della destra sionista e le persone che sostengono il progetto sionista, strumentalizzano il termine e lo utilizzano contro tutte le personalità ebree che o criticano le azioni e le politiche del governo israeliano, oppure dubitano della legittimità stessa dello stato di Israele.
Il caso di Dan Burros, un ebreo americano membro del Partito Nazista Americano, è uno dei più celebri esempi di ebreo che odia se stesso, e la sua biografia è stata citata in diverse opere sull'argomento.

## Nella cultura di massa
Ispirandosi al concetto, sono state formulate alcune opere sull'argomento:
- Der Operirte Jud, libro satirico del 1893 scritto da Oskar Panizza con trama centrale gli studi di un dottore ebreo antisemita sul razzismo scientifico.
- The Believer, film del 2001 diretto da Henry Bean e ispirato parzialmente alla vita di Dan Burros.